# Мариана Даракчиева
Мариана Иванова Даракчиева е български политик, в периода 2007 — 2009 г. общински съветник в Габрово. Между юли 2009 и февруари 2010 г. народен представител в XLI народно събрание. От 2012 до 2025 г. е член-секретар на Комисията за разкриване на документите и за обявяване на принадлежност на български граждани към Държавна сигурност и разузнавателните служби на Българската народна армия, накратко наричана Комисия по досиетата.

## Биография
Мариана Даракчиева е родена е на 23 октомври 1957 година в Габрово. През 1982 г. завършва висше образование в Стопанска академия „Димитър А. Ценов“ в Свищов. Магистър е по икономика.
В периода 1996 — 2000 г. е управител на общинска фирма „Общински пазари“ ЕООД в Габрово. От 2001 до 2009 г. е държавен публичен изпълнител в Агенцията за държавни вземания в Габрово. Между 2007 и 2009 г. Даракчиева е общински съветник в Габрово от листата на „Обединена десница“, заместник-председател е на комисията по „Бюджет и финанси“.
На изборите през юли 2009 г. е избрана за народен представител в XLI народно събрание от листата на Синята коалиция в 7 МИР Габрово. Избрана е за парламентарен секретар на събранието. Член на Комисията по бюджет и финанси.
През февруари 2010 г. Конституционният съд касира частнично изборите от юли 2009 г. във връзка с нарушения в 23 избирателни секции в Турция. Поради това Синята коалиция губи мандат в 7 МИР Габрово и печели един в 8 МИР Добрич. Мариана Даракчиева напуска парламента, а Венцислав Върбанов се завръща като народен представител в XLI народно събрание.
От 2010 г. до 2012 г. е член на надзорния съвет на „Е.ОН България Мрежи“ АД във Варна. На 17 май 2012 г. е избрана от XLI НС за член-секретар на Комисията по досиетата.